# Языки Ирака
Официальными (государственными) языками Ирака являются арабский и курдский. Помимо них существуют ещё несколько менее распространённых языков.
Самым распространённым языком в Ираке является иракский (месопотамский) диалект арабского языка. На курдском языке, который является вторым официальным языком в Ираке после арабского, говорят примерно 15—20 % населения. Иракские туркмены говорят иракском диалекте туркменского языка, более схожий с азербайджанским. На новоарамейском языке разговаривают примерно 5 % населения. Кроме них существуют ещё несколько малораспространённых языков: мандейский, армянский и персидский.
Для записи арабского, курдского, персидского и туркменского языков используется арабское письмо. Для нововарамейских языков используется сирийское, а для армянского — армянское письмо.
Статус арабского и курдского языков закреплён Конституцией Ирака, а «сирийский» (ассирийско-новоарамейский) и «туркменский» (Иракский диалект) признаны региональными языками. Кроме того, любой из регионов Ирака может объявить любой другой язык официальным языком региона, если большинство населения проголосуют за него на всеобщем референдуме.